# Eta1 Doradus
Eta1 Doradus, latinizzato da η1 Doradus, è una stella nella costellazione australe del Dorado.

## Osservazione
È visibile ad occhio nudo come una stella fioca di colore bianco con una magnitudine apparente visiva di 5,72. Si trova a circa 335 anni luce di distanza dal Sole, sulla base delle misure della parallasse, e si sta allontanando ulteriormente con una velocità radiale di +18 km/s. È circumpolare a sud della latitudine 24° S.

## Caratteristiche
Si tratta di una stella di sequenza principale di tipo A con una classificazione stellare di A0V. Ha un'età di 94 milioni di anni con un alto tasso di rotazione, che mostra una velocità di rotazione proiettata di 149 km/s. La stella ha 2,46 volte la massa del Sole e irradia 49 volte la luminosità del Sole dalla sua fotosfera a una temperatura effettiva di 10325 K. 